# خشکه‌دره، ماسال‌لی
خُشکه‌دره (به ترکی آذربایجانی: Hişgədərə) یک منطقهٔ مسکونی در جمهوری آذربایجان است که در شهرستان ماساللی واقع شده‌است. خشکه‌دره ۲٬۵۳۶ نفر جمعیت دارد.